# 현인신
현인신(일본어: 現人神 아라히토가미[*])은 “인간의 모습으로(인) 세상에 나타난(현) 신”이라는 뜻이다. “인간이며 동시에 신”이라는 뜻으로, 제2차 세계대전 종전 이전까지 천황을 가리키는 단어로도 사용되었다. 소위 인간선언에서는 현어신(일본어: 現御神 아키츠미카미, 아키츠카미[*])이라는 단어를 사용했다.
그 기원은 『일본서기』 권제7 경행기에서 야마토 타케루가 에조인에게 자신이 현인신의 아들이라고 말한 것이 시초다. 그 뒤 『만엽집』에도 천황을 현인신으로 받드는 노래가 많이 존재한다. 
그 성립에 있어서 왕정복고의 형식을 취했던 메이지 신정부는 대일본제국 헌법 제3조에서 “천황은 신성하고  침해될 수 없다”고 하여 천황의 신격화를 공식화하고, 신격화된 천황을 국민통합의 정신적 핵심으로 삼는 국체를 형성했다.
제2차 세계대전 이후 인간선언에 의해 그 신화성이 허구라고 자인되었으므로 공개적으로 “현인신”이라는 호칭을 사용하는 예는 없어졌다. 하지만 신토 교리상 천황은 현재도 황조신과 일체화된 존재로 인식되고 있으며, 천황이 신사에 배례하는 것은 ‘참배’가 아니라 ’친배(親拝)’라고 한다. 
다만 현인신 개념이 반드시 천황에게 한정되는 것은 아니다. 현인신 개념은 옛날 일본 전국 각지에 있었다고 생각된다. 예컨대 제사를 통해 신령과 일체가 된 신관이 현인신으로 추앙될 수도 있었다. 이즈모 대사의 신관인 "이즈모국조(国造)"를 현인신으로 숭배하는 풍습도 메이지 시대 무렵까지 현저했다. 스와 신사의 신관 또한 스와묘진의 후손이라고 현인신으로 신성시되었다.
일본 국외에서는 네팔의 카트만두에서 특정 조건을 만족하는 유녀를 쿠마리라는 현인신으로 모시고, 소녀가 초경을 맞이하면 신의 힘을 잃었다는 신앙이 있다. 1950년대 자메이카에서 탄생한 라스타파리 운동에서는 에티오피아 제국의 황제 하일레 셀라시에 1세를 그가 살아있을 때부터 야와 동일시하여 신앙 대상으로 삼았다. 티베트 불교는 달라이 라마, 판첸 라마, 젭춘담바 쿠툭투 등 고위 승려들을 부처의 환생인 ‘생불(生佛)’, ‘활불(活佛)’로 모시며 경배한다.

## 같이 보기
- 아바타라
- 왕권신수설
- 천명
- 화신